# しずてつジャストライン唐瀬営業所
しずてつジャストライン唐瀬営業所（からせえいぎょうしょ）は、しずてつジャストラインの営業所の一つであり、静岡市葵区北部、東部を主に管轄する。ペットマークはコアラ。

## 概説
静岡鉄道自動車部の静岡市内のバス路線を管轄する事業所として1970年代末期に開設され、2000年代にバス事業の分社化により静岡鉄道自動車部静岡唐瀬営業所からしずてつジャストライン唐瀬営業所となり今日に至る。
1970年代以降、路線バスの利用者は減少の一途を辿って行くが、 静岡市平野部の北部に位置する千代田、麻機、竜南地域では、それまで水田や低湿地帯であった地区にも土地改良区による河川改修や土地区画整理事業によって、住宅団地や学校・病院等の建設が相次ぎ、流通団地や卸売市場が建設されるなど開発が進んだ結果、周辺人口が飛躍的に増大し、新たな系統の開設が進んでいた。
当時、これらの地域を起終点とする路線は静岡国吉田営業所（静岡市国吉田）と静岡鳥坂営業所（清水市鳥坂）が主に所管しており、 1970年代前半までは国吉田営業所が主に市内のワンマン運行路線、鳥坂営業所が主にツーマン運行を要する市内狭隘路線や山間路線を所管していたが、1970年代半ば以降バックカメラが採用され、道路事情に合わせた中型バスの導入も行われた結果、市内の狭隘路線のワンマン化が完了したことから、1970年代末期に静岡市岳美に車庫を開設し、国吉田営業所の管轄する同地域の路線運用の効率化を図ると共に、1980年代前半には車庫の拡張により鳥坂営業所の管轄する路線の一部も移管し、静岡唐瀬営業所が開設された。
さらに1980年代末期にかけては、瀬名新田、足久保、麻機、麻機北、大浜などの郊外の起終点に車庫を分散化することで唐瀬営業所と小鹿営業所、鳥坂営業所が管轄路線の再編を行い、国吉田営業所が廃止された。
唐瀬営業所が主に所管する路線の沿線には静岡英和女学院、県立静岡高校、県立静岡城北高校、静岡市立高校、県立静岡東高校、常葉大学附属高校などの学校施設や、静岡県立こども病院、静岡県立総合病院、静岡神経医療センターなど病院施設が多数立地していたことから、1990年代半ばには、唐瀬営業所が所管していた「県立総合病院線」と小鹿営業所が所管していた「小黒富士見線」を統合した「県立病院高松線」が開設され、学校や病院、商業地と住宅地のアクセス向上が図られた。
また、1990年代末期にはノンステップバスが唐瀬営業所と小鹿営業所に先行導入された一方で、規制緩和を前に大規模な廃止計画が発表され、近隣に「上足洗線」や「安東循環線」「県立病院高松線」が運行されており廃止による影響が少ないという理由から、唐瀬営業所管内では「城北線」が廃止された。
2000年代にはバス事業の分社と静岡市の政令市移行、オムニバスタウンの指定を受け、「安東循環線」に「こしず」の愛称で小型のコミュニティバスが導入された。以降、車両設備の近代化・バリアフリー化を進めたことにより、現在の在籍車両は貸切車両を除き全て低床車（ノンステップ・ワンステップバス）となっている。また、唐瀬営業所の北西側に第二車庫が開設され、現在は「大浜麻機線」の起終点の麻機北、麻機、大浜の各車庫への車両の夜間留置は廃止されている。

## 沿革
- 1978年（昭和53年）頃 時期不詳 - 静岡市岳美に唐瀬車庫が開設された。
- 1983年（昭和58年）1月頃 時期不詳 - 静岡唐瀬営業所が開設された。
- 1989年（平成元年）8月 - 国吉田営業所が廃止された。
- 1994年（平成6年）-「県立総合病院線」と「小黒富士見線」を統合した「県立病院高松線」が運行を開始した。[3]
- 1999年（平成11年）4月 - 「城北線」が廃止された。
- 2002年（平成14年）10月1日 - バス事業の分社化に伴いしずてつジャストライン唐瀬営業所となった。
- 2004年（平成16年）-「安東循環線」にコミュニティバス「こしず」を導入した。

## 現在の所管路線

### 大浜麻機線
- 運行系統および主要停留所
  - （73）麻機（あさばた）北・（72）麻機 - 麻機小学校 -（74）唐瀬 - 北安東三丁目 - 記念碑前 - 安東小学校前 - 安東一丁目 - 長谷通り - 中町 - 新静岡 - 静岡駅前 - 馬渕三丁目 - 馬渕四丁目 - 見瀬Daiichi-TV入口 - 大浜（26）

### 中原池ヶ谷線
- （71）唐瀬営業所 - 池ヶ谷 - 臨済寺前 - 赤鳥居 浅間神社入口 - 中町 - 新静岡 - 静岡駅前 - 中原町 - 静岡インター入口 -  中島 - 下川原団地 - 徳洲会病院（27） 
  - 静岡市葵区・駿河区を南北に結ぶ路線の1つ。行先表示には「中町・赤鳥居経由」（新静岡止まりは「中島・中原町経由」と表示される。
  - 徳洲会病院行の新静岡のりばは、直通便と区間便で異なる。[注 1]
  - 唐瀬営業所行と徳洲会病院行で経由ルートの異なる場所がある（一方通行の区間を通るため）。
  - 日中は唐瀬営業所 - 徳洲会病院の直通便が約40分間隔で運行。その間に新静岡 - 徳洲会病院間の区間便が運行されており、新静岡 - 徳洲会病院間では約20分間隔となっている。
  - 2008年10月から新静岡 - 徳洲会病院間の区間便がとの共管となった。さらに2024年1月から平日のみ小鹿も担当するようになった。

### 唐瀬線
- 運行系統および主要停留所
  - 静岡駅前 - 新静岡 - 水落町もくせい会館入口常葉大学静岡水落キャンパス前 - 三松 - 県立総合病院入口 - 唐瀬営業所（77）
  - 静岡駅前 → 新静岡 → 水落町もくせい会館入口常葉大学静岡水落キャンパス前 → 三松 → 県立総合病院入口 → 県立総合病院 → 唐瀬営業所（78）
- 概説
  - 「北街道線」の三松から唐瀬街道（市道千代田麻機線）に分岐し唐瀬地区を結ぶ路線であり、高度経済成長により北安東、上足洗、城北地区の宅地化が進行した1950年代末期に、従来の市内循環線のさらに外縁を経由する準郊外路線として、市営バスとの競願の末に「池ヶ谷循環線」として開設された。[7]開設翌年には「麻機線」との重複区間を整理し、新静岡および静岡駅前周辺の渋滞緩和のために栄町、日吉町を経由して水落町から北街道に入り、三松を経由して静岡駅周辺と唐瀬地区を結ぶ「唐瀬線」となった。さらに1960年代半ばに新静岡センター新バスターミナルが供用を開始した際に、静岡駅を起点として新静岡から北街道に入る経路に変更された。
  - 現在は、ほぼ終日にわたって平日20分間隔、土休日30分間隔で運行されており、朝夕ラッシュ時には、沿線の静岡市立高校、静岡中央高校への通学利用が多い。また、県立総合病院を経由する系統（78）が平日の朝7時台から8時台にかけて下りのみ運行されており、77系統の行先は「三松・県立病院入口経由」、県立総合病院経由は「県立総合病院・唐瀬(営）三松経由」と表示される。
- 沿革
  - 1958年（昭和33年）
    - 9月 - 「池ヶ谷循環線」が認可された。[8]
    - 12月5日 - 静岡第二営業所の管轄で路線が開設された。
      - 新静岡 - 横内 - 三松 - 市立高校前 - 柳新田東 - 唐瀬 - 池ヶ谷 - 静大正門前 - 赤鳥居 - 仲町 - 県民会館前 - 静岡駅前 - 新静岡

  - 1959年（昭和34年）6月16日 - 「池ヶ谷循環線」の静岡駅前 - 池ヶ谷 - 唐瀬 区間が併行する「麻機線」に整理統合され、残る唐瀬 - 横内 - 静岡駅前 区間が「唐瀬線」として分離された。併せて「安東循環」との付け替えにより旧電車通りから栄町、日吉町を経由し水落町に至る経路に変更された。
    - 新静岡 - 静岡駅前 - 栄町 - 横田一丁目 - 日吉町 - 鷹匠町三丁目中央病院前 - 水落町 - 横内中 - 横内 - 巴町 - 銭座町 - 沓谷一丁目 - 三松 - 市立高校通用門前 - 市立高校前 - 川久保 - 柳新田東 - 北安東団地前 - 唐瀬

  - 1962年（昭和37年）12月1日 - 静岡駅前周辺の渋滞緩和のため、北街道を併行する「北街道線」「竜爪山線」「上土線」「上足洗線」が「唐瀬線」と同様の栄町経由に変更された。[9]
  - 1963年（昭和38年）
    - 4月16日 - ラッシュ緩和を中心としたダイヤ改正により増回された。[10]
    - ９月 - 静岡国吉田営業所に継承された。

  - 1964年（昭和39年）5月1日 - 右折渋滞の回避のために唐瀬方面行きが伝馬町経由となった。
    - 新静岡 - 静岡駅前 -（→ 伝馬町 → / ← 栄町 ← ）- 横田一丁目 - 日吉町 - 鷹匠町三丁目中央病院前 - 水落町 - 横内中 - 横内 - 巴町 - 銭座町 - 沓谷一丁目 - 三松 - 市立高校通用門前 - 市立高校前 - 川久保 - 柳新田東 - 北安東団地前 - 唐瀬

  - 1966年（昭和41年）5月10日 - 新静岡センター新バスターミナルが供用を開始し、静岡駅 - 水落町の経路が北街道経由に変更された。
  - 1972年（昭和47年）11月現在の路線図では次の経路を運行していた。
    - 静岡駅前 - 新静岡 - 歯科医師会館前 - 水落町静岡電報局前 - 横内町 - 巴町 - 銭座町 - 三松 - 市立高校前 - 川久保 - 柳新田 - とこは幼稚園前 - 職員研修所前 - 若葉町 - 唐瀬（77）

  - 1983年（昭和58年）2月 - 唐瀬営業所の開設に伴い同営業所に移管された。
    - 静岡駅前 - 新静岡 - 市民文化会館入口 - 水落町静岡電報局前 - 横内町 - 巴町 - 銭座町 - 三松 - 市立高校前 - 千代田四丁目 - 川久保 - 柳新田 - 北安東五丁目 - とこは幼稚園前 - 職員研修所前 - 県立総合病院入口 - 若葉町 - 唐瀬 - 唐瀬車庫（77）

  - 1993年（平成5年）- 城北の県消防学校跡地に県立静岡中央高校が開校した。

### 県立病院高松線
- 運行系統および主要停留所
  - （90）唐瀬営業所 - 県立総合病院入口 - 柳新田辻 - アイセル21 - 英和女学院前 - 中町 - 新静岡 - 静岡駅前 - 南郵便局ツインメッセ前 - 登呂コープタウン（22）
  - （70）県立総合病院 - 柳新田辻 - アイセル21 - 英和女学院前 - 中町 - 新静岡 - 静岡駅前 - 南郵便局ツインメッセ前 - 登呂コープタウン（20）
- 概説
  - 静岡市葵区と駿河区を南北に結ぶ基幹路線のひとつであり、1990年代半ばに唐瀬営業所が所管する「県立総合病院線」と小鹿営業所が所管する「小黒富士見線」を統合して開設された。
  - 日中は約15分間隔、夜間は30分間隔で運行され、早朝・夜間には唐瀬営業所発着便（出入庫系統）が運行される。
  - かつては唐瀬営業所発着便には県病を経由する便(88は唐瀬営業所行、21は登呂コープタウン行)と通過する便(90は唐瀬営業所行、22は登呂コープタウン行)があり、系統番号がそれぞれ別個に振られていたが、現在は県病を経由する便は上下ともに廃止され、県病を通過する便のみとなった。
  - 早朝・夜間には、登呂コープタウン発静岡駅前止まりの区間便が数本設定されている。
  - 登呂コープタウンバス停前後は、反時計回りでラケット状の運行経路となっている。
  - かつては平日朝1便のみ登呂コープタウン発英和女学院止まり（79）があった。
  - この路線も大浜麻機線と同じく小鹿営業所と丸子営業所の共管路線である。
  - 2020年8月24日からは平日に限り、丸子営業所との共管となった。

### 上足洗線
- 運行系統および主要停留所
  - 静岡駅前 - 新静岡 - 水落町もくせい会館入口常葉大学静岡水落キャンパス前 - 銭座町 - 上足洗 - 柳新田西 - 北安東保育園 - 県立総合病院（75） - 唐瀬営業所（76）
- 概説
  - 「北街道線」の銭座町から市道千代田川合線に分岐し、市道上足洗麻機線沿いに上足洗地区よび県立総合病院を経由して唐瀬営業所を結ぶ路線であり、1950年代末期に「柳新田循環線」の一部を整理して開設された。
  - 唐瀬営業所行は複数の系統が存在することから、誤乗防止として方向幕には「上足洗・県立病院経由」と表示される。平日、土休日関わらず日中は60分間隔。平日朝夕は約20～30分間隔で運行される。
- 沿革
  - 1959年（昭和34年）6月16日 -「柳新田循環線」から下記区間を分離して開設された。
    - 新静岡 - 鷹匠町二丁目 - 水落町 - 横内中 - 横内 - 横内 - 巴町 - 銭座町 - 沓ノ谷 - 上足洗 - 柳新田 - 城北高校前

  - 1962年（昭和37年）12月1日 - 静岡駅前の渋滞緩和のため栄町経由で水落町に至る経路に変更された。[9]
  - 1963年（昭和38年）4月16日 - ラッシュ緩和を中心としたダイヤ改正により増回された。[10]
  - 1966年（昭和41年）5月10日 - 新静岡センター新バスターミナルの開業にあわせ静岡駅前が起終点となり、栄町経由から北街道経由に経路が変更された。
  - 1970年（昭和45年）4月 - 静岡国吉田営業所から静岡鳥坂営業所に移管された。
  - 1972年（昭和47年）11月 - 同月現在の路線図では次の経路を運行していた。
    - 静岡駅前 - 新静岡 - 歯科医師会館前 - 水落町静岡電報局前 - 横内町 - 巴町 - 銭座町 - 沓之谷一丁目 - 上足洗 - 上足洗北 - 柳新田西 - 柳新田辻 - 柳新田北 - 農業試験場前 - 池ヶ谷

  - 1983年（昭和58年）2月1日 - 静岡唐瀬営業所の開設と県立総合病院の開院により静岡鳥坂営業所から移管され、唐瀬車庫まで延伸した。
  - 1984年（昭和59年）4月 - 同月現在の路線図では次の経路を運行していた。
    - 静岡駅前 - 新静岡 - 市民文化会館入口 - 水落町静岡電報局前 - 横内町 - 巴町 - 銭座町 - 沓之谷一丁目 - 上足洗 - 上足洗北 - 柳新田西 - 柳新田北 - 安東四丁目血液センター前 - 県立総合病院西 - 池ヶ谷 - 唐瀬 - 唐瀬車庫（76）

  - 1987年（昭和62年）- 池ヶ谷を経由せず、県立総合病院に乗り入れる運行経路に変更された。
    - 静岡駅前 - 新静岡 - 市民文化会館入口 - 水落町静岡電報局前 - 横内町 - 巴町 - 銭座町 - 沓之谷一丁目 - 上足洗 - 上足洗北 - 柳新田西 - 柳新田北 - 安東四丁目血液センター前 - 県立総合病院 - 唐瀬 - 唐瀬車庫（76）

  - 24年10月のダイヤ改正で運用が共通化されてか、今まで中型車での運用がほとんどだったが大型車も頻繁に入るようになった。

### こども病院線
- 運行系統および主要停留所
  - 静岡駅前 - 新静岡 - 水落町もくせい会館入口常葉大学静岡水落キャンパス前 - 三松 - 下足洗（66） - 流通センター入口 - こども病院 - 静岡神経医療センター（67）
- 概説
  - 1970年代後半に開業した県立こども病院と静岡駅を結ぶ路線として「竜爪山線」の流通センター系統を延伸し、静岡鳥坂営業所の管轄で開設された路線である。
  - 「北街道線」の沓谷5丁目から分岐し、県道74号（通称 流通センター通り）を経由して、流通センター・静岡県立こども病院・国立病院機構静岡神経医療センター方面を結んでおり、平日は30分間隔、土曜日は2時間に1本運行されている。なお、土曜日は流通センター入口を経由せず、日祝日は運休となる。
  - 夜間には下足洗止まりの便（入庫系統）が運行される。
- 沿革
  - 1977年（昭和52年）
    - 4月 - 路線が認可された。[8]
    - 6月1日 - 県立こども病院の開業に伴い「竜爪山線」の流通センター系統を延伸して鳥坂営業所の管轄で開設された。
      - 静岡駅前 - 新静岡 - 水落町 - 三松 - 千代田小 - 流通センター入口（ - 流通センター（66）） - こども病院（67）

  - 1983年（昭和58年）2月 - 唐瀬営業所の開設に伴い鳥坂営業所との共管路線となった。
  - 1987年（昭和62年）- 「大浜麻機線」の水落町・こども病院入口経由（73）が「こども病院線」に統合された。
    - 静岡駅前 - 新静岡 - 水落町 - 三松 - 千代田小学校前 - 流通センター入口（ - 流通センター（66）） - こども病院（67）- 麻機小学校前 - 麻機（78 こども病院経由・79）

  - 1990年（平成2年）8月 - 同月現在の系統図では唐瀬営業所の管轄路線となっている。
  - 1998年（平成10年） - こども病院 - 麻機 区間が廃止された。 [11]
  - 2001年（平成13年）10月 - 国立療養所静岡東病院と国立静岡病院が統合され国立療養所静岡神経医療センターが開設された。これに合わせて静岡神経医療センター停留所まで延伸した。
    - 静岡駅前 - 新静岡 - 千代田小 - 流通センター入口 - こども病院 - 静岡神経医療センター（67）

### 日本平線
- 新静岡 - 静岡駅前 - 東静岡駅南口 - 動物園入口 - 英和学院大学池田山団地（41）
  - この路線は小鹿営業所・相良営業所・浜岡営業所との共管である。ただし当営業所は、「41英和学院大学池田山団地」のみを担当。
  - かつては「40日本平動物園」を担当していた。

### 安倍線
- 新静岡 - 静岡駅前 - 籠上 - 中部運転免許センター北部体育館入口(110) - 油山（111） - 相渕(112)
  - 路線自体は免許センターから先、あさばた(109)(大浜麻機線との誤乗防止の為ひらがな表記)、相渕から先、有東木(114)・梅ヶ島温泉(116)・上落合(118)・横沢(119)まで繋がっているが、唐瀬の担当は最長でも相渕まで。基本的には中部運転免許センターまでの担当となっている。
  - 油山 - 相渕間は事業者単独では路線維持が困難なことから、静岡市の補助（静岡市バス路線維持費補助金）を受けて運行している[12]。
  - しばらくは鳥坂営業所のみの担当だったが、24年10月のダイヤ改正で唐瀬営業所との共同管轄に。

## 過去に所管していた路線

### 東部団地線
- 主要停留所
  - 静岡駅前 - 新静岡 - 三松 - 瀬名川一丁目 - 東部団地（68）
- 概説
  - 1989年（平成元年）に静岡国吉田営業所の廃止に伴い移管を受けた。2008年（平成20年）10月のダイヤ改正から鳥坂営業所に移管された。

## 休廃止路線

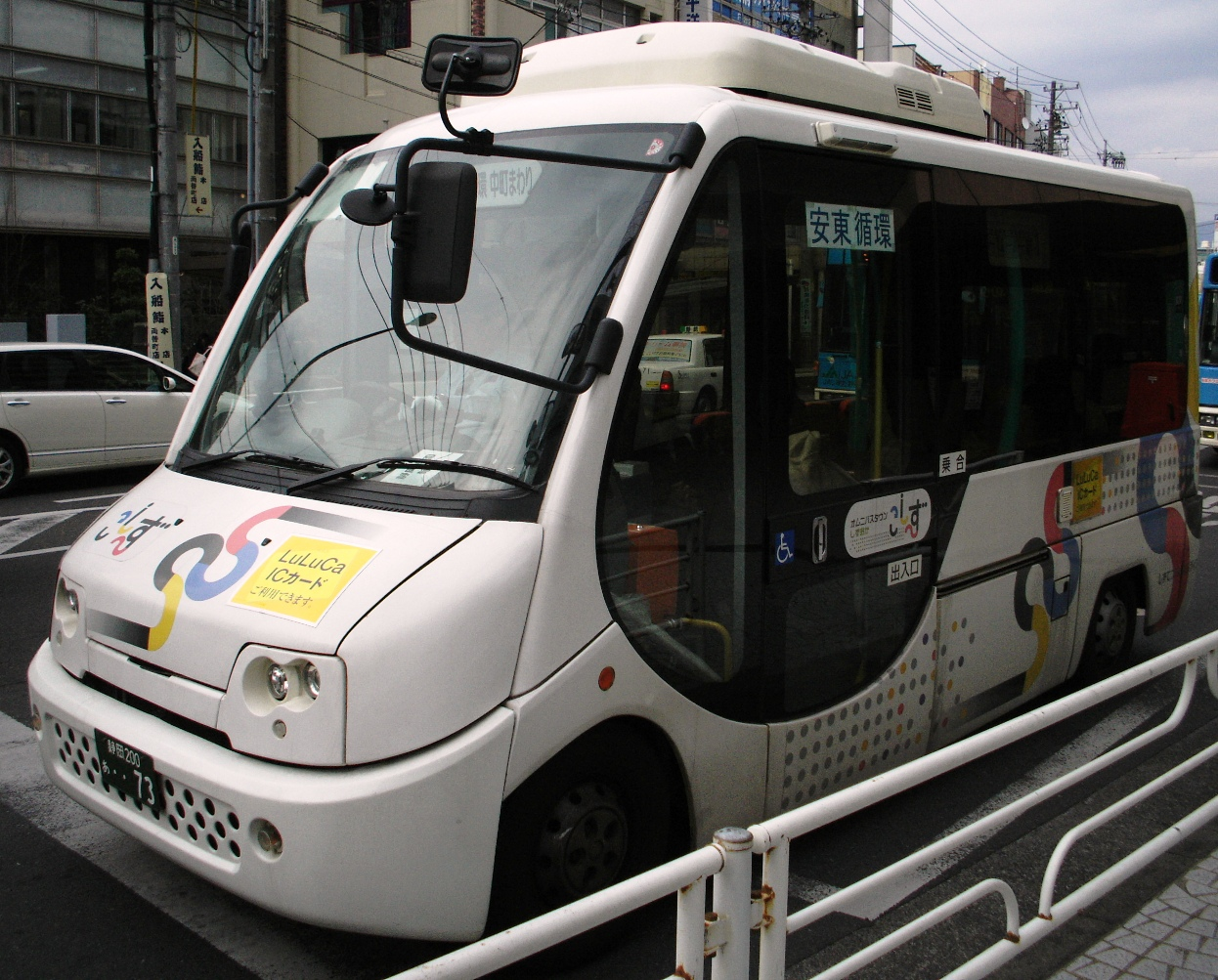
安東循環線に使用された「こしず」。初代ポンチョでも運行されていた

### 安東循環線
- 運行系統および主要停留所
  - （2←水落町まわり） 静岡駅前 - 八千代町 - 赤鳥居 浅間神社入口 - 臨済寺前 - 安東小学校前 - 緑町 - 城東保健福祉エリア（横内小学校） - 新静岡 - 静岡駅前（中町まわり→1）
- 概説
  - 1950年代後半に宅地化が進行する「東部循環線」外郭の大岩、安東地区を補完する路線として、市営バスとの競願問題の決着により新たに開設された循環路線である。住宅街は狭隘区間が多いため、運行経路の変更等がたびたび行われ、1980年代初頭からは中型バスによる運行が行われていた。
  - 2000年代には静岡市のオムニバスタウン計画に基づき、小型バスの運行により住宅地と市街地をより細かく巡回することで高齢者等の需要を掘り起こす運行経路および運行形態の見直しが行われた。[13]
  - 2017年（平成29年）3月には運転士不足により運休となったが、[14]2年後のダイヤ改正で「駿府浪漫バス」の運行経路を一部変更することで、西千代田、城東保健福祉エリアなど路線空白地帯の解消を行った。
- 沿革
  - 1958年（昭和33年）12月5日 - 静岡第二営業所の管轄で開設された。開設当初の停車停留所は次の通り。[15]
    - （4←水落廻り）新静岡 - 紺屋町 - 本通角 - 仲町 - 安倍町 - 赤鳥居 - 石鳥居 - 丸山町 - 静大正門前 - 臨済寺 - 静岡大学裏 - 安東小学校前 - 岩成不動前 - 北安東 - 東草深 - 東草深橋 - 水落町 - 鷹匠町三丁目 - 日吉町 - 横田一丁目 - 栄町 - 静岡駅前 - 新静岡（仲町廻り→3）

  - 1959年（昭和34年）6月16日 - 新静岡 - 水落町区間の「唐瀬線」との付け替えにより栄町経由から北街道経由となった。
    - （4←水落廻り）新静岡 - 静岡駅前 - 紺屋町 - 本通角 - 仲町 - 安倍町 - 赤鳥居 - 石鳥居 - 丸山町 - 静大正門前 - 臨済寺 - 静岡大学裏 - 安東小学校前 - 岩成不動前 - 北安東 - 東草深 - 東草深橋 - 水落町 - 歯科医師会館前 - 鷹匠町二丁目 - 新静岡（仲町廻り→3）

  - 1963年（昭和38年）9月 - 静岡国吉田営業所に承継された。
  - 1964年（昭和39年）10月 - 右折渋滞解消のために仲町廻りのみの一方通行での運行となった。
    - 新静岡 → 静岡駅前 → 仲町 → 臨済寺前 → 安東小学校前 → 岩成不動前 → （横内小・国立病院前）→ 横内中 → 水落町 → 鷹匠町二丁目 → 新静岡

  - 1969年（昭和44年）5月16日 - 市内循環路線の再編が行われ「東部循環線」が「安東循環線」に整理統合され再び両まわりの運行となった。再編後には系統番号の再編に伴い中町まわりが1番、水落町まわりが2番となった。[16]
  - 1970年（昭和45年）4月22日 - 静岡鳥坂営業所に移管された。
  - 1981年（昭和56年）3月16日 - 中型バス（日野レインボーRJ）による運行を開始した。[17]概ね10分間隔で中町まわり1日80本、水落町まわりが78本の運行となった。
    - （2←水落町まわり）新静岡 - 静岡駅前 - 県庁前 - 中町 -（→ 八千代町 →・← 馬場町 ←）- 赤鳥居 - 浅間神社前 - 丸山町 - 大岩本町 - 臨済寺前 - 大岩神田町 - 安東小学校前 - 岩成不動前 - 西千代田 - 緑町 -（→ 城東町 → 国立病院前 →・← 横内小学校前 ← 国立病院入口 ← 城東町 ← ）- 水落町静岡電報局前 - 市民文化会館入口 - 新静岡（中町まわり→1）

  - 1983年（昭和58年）2月 - 静岡唐瀬営業所に移管された。
  - 1990年（平成2年）- バスロケーションシステムが導入された。
  - 2001年（平成13年）
    - 3月 - 圧縮天然ガス（CNG）車1台が導入され、4月から運行を開始した。[18]
    - 10月 - 国立静岡病院が県立こども病院近くの国立療養所静岡東病院と統合され、国立療養所静岡神経医療センターとして開業した。これに伴い「こども病院線」が同院まで延伸し、「安東循環線」の国立病院前停留所が元国立病院に、国立病院入口停留所が元国立病院入口となった。

  - 2004年（平成16年）4月 - オムニバスタウン計画の一環として路線の見直しが行われ、呉服町商店街を経由することで住宅地と中心市街地（繁華街）を結ぶなど一部運行経路が変更された。これにあわせて「こしず」の愛称で小型バス（日野・ポンチョ）4台が導入され、毎時20間隔での運行を開始した。[13]
  - 2005年（平成17年）6月 - 旧国立静岡病院跡地に城東保健福祉エリアが開館し、国立病院前停留所が城東保健福祉エリアとなった。
  - 2010年（平成22年）-「こしず」の専用車の一部が初代ポンチョから2代目となる現行モデルのポンチョに置き換えられた。
  - 2015年（平成27年）2月16日 - 20分間隔から40分間隔に減便された。水落町まわりの便のうち、平日のみ静岡駅前9時 - 14時10分発の便は城東保健福祉エリア・浅間通り・呉服町経由、土休日は全て城東保健福祉エリア入口・八千代町経由で運行されていた。
  - 2017年（平成29年）3月26日 - 運行が休止された。[14]
  - 2019年（平成31年）4月1日 - 丸子営業所の所管する「駿府浪漫バス」が、運行経路の一部変更により「安東循環線」の一部区間を承継した。

### 大岩安東循環線
- 主要停留所
  - 新静岡→ 県庁前 → 中町 → 赤鳥居 → 大在家 → 記念碑 → 安東一丁目 → NHK前 → 中町 → 県庁前 → 静岡駅前 → 新静岡（3）
- 概説
  - 「大浜麻機線」および「中原池ヶ谷線」の輸送力を補完し、宅地化が急速に進む大在家、記念碑周辺の利便性向上を図るため、新静岡センター新バスターミナルの開業と共に開設された。新静岡から「中原池ヶ谷線」の下りを臨済寺まで併行し、大在家で右折し記念碑前から「大浜麻機線」の上りに短絡する運行経路をとり、逆ルートの運行は行なわれなかった。[19]
- 沿革
  - 1966年（昭和41年）5月10日 - 静岡国吉田営業所の管轄で開設された。同日現在の時刻表では、7時台と19時台が2本ずつ、8時台から18時台までが18分間隔で運行されていた。
    - 新静岡 → 中町 → 赤鳥居 → 丸山町 → 臨済寺 → 大在家 → 記念碑前 → 安東小学校前 → 長谷通り → NHK前 → 中町 → 静岡駅前 → 新静岡

  - 1970年（昭和45年）- 静岡大学が大岩から大谷にキャンパスを移転し、静大前停留所が大岩本町に変更された。
  - 1977年（昭和52年）2月 - 同月現在の路線図では次の経路を運行していた。
    - 新静岡 → 県庁前 → 中町 → 八千代町 → 赤鳥居 → 浅間神社前 → 丸山町 → 大岩本町 → 臨済寺前 → 大岩西 → 大在家 → 記念碑前 → 安東小学校前 → 安東一丁目上 → 安東一丁目 → 長谷通り → 英和女学院前 → NHK前 → 中町 → 県庁前 → 静岡駅前 → 新静岡（3）

  - 1983年（昭和58年）2月 - 静岡唐瀬営業所に移管された。
  - 1985年（昭和60年）４月８日 - 同日現在の時刻表では平日朝５本（内、大在家始発便２本）のみの運行となっている。
  - 1986年（昭和61年）4月16日 - 運行を休止した。[20]

### 県立総合病院線
- 運行系統および主要停留所
  - （88・90）唐瀬車庫 - （ -（70）県立総合病院 -）- 北安東五丁目 - 柳新田辻 - 城北高校前 - 岩成不動前 - 中央公民館前 - 長谷通り - 英和女学院前 - NHK前 - 中町 - 県庁前 - （23）新静岡 - 静岡駅前 -（ → 伝馬町 → ）- 栄町 - 森下町 - 八幡二丁目（ → 小黒二丁目 → 小黒三丁目 → 南郵便局前 → 有明町北 → 有明町南 → 富士見台 → 登呂一丁目 → 有東三丁目 → 有東一丁目 → 八幡五丁目 → 八幡四丁目 → 八幡山ヘルスセンター → ）※（88）は病院経由、（90）は病院通過。
- 概説
  - 1983年（昭和58年）2月1日 - 北安東の静岡県農業試験場の跡地に県立総合病院が開院し、「柳新田富士見線」の「柳新田線」区間を同院内まで延伸し、「富士見線」を再び分離して開設された。[8] 引き続き「富士見線」との直通運行も行われたが、遅延回避のため朝の通勤・通学時間帯のみの運行となった。
  - 1988年（昭和63年）12月25日 - 新車15台を導入し、バスロケーションシステムの供用を開始した。[21]
  - 1994年（平成6年）4月1日 - 久能街道を経由せず、都市計画道路東町高松線（産業館西通り・県道384号高松日出線新道）を経由する「小黒富士見線」と統合され、「県立病院高松線」となった。

### 城北線
- 運行系統および主要停留所
  - 静岡駅前 - 新静岡 - 巴町 - たちばな会館前 - 白百合幼稚園前 - 千代田母子寮 - 北安東 - 城北高校前 - 柳新田上 - 県立総合病院入口 - 唐瀬営業所（74）
  - 静岡駅前 - 新静岡 - 巴町 - たちばな会館前 - 白百合幼稚園前 - 千代田母子寮 - 北安東 - 城北高校前 - 柳新田上 - 県立総合病院入口 - 県立総合病院（75）
- 概説
  - 「城北循環線」の城北高校前 - 中町 - 新静岡区間を、路線の重複する「柳新田富士見線」に整理して1960年代末期に開設された。狭隘区間が多くツーマン運行を要するため、静岡鳥坂営業所が開設された1970年代以降は同営業所が管轄していたが、車両通行制限（一方通行）に伴う経路変更や後方カメラ付の中型バスの導入によりワンマン化され、1980年代前半の県立総合病院の開業と静岡唐瀬営業所の開設によって同営業所の管轄となった。
  - 主に静岡城北高校への通学に利用され、1980年代前半には「県立総合病院線」と併行して城北高校前から県立総合病院や唐瀬営業所まで延伸したが、1990年代末期に不採算路線の整理計画により廃止された。
- 沿革
  - 1969年（昭和44年）5月16日 - 静岡国吉田営業所の管轄で開設された。
  - 1970年（昭和45年）4月22日 - 静岡鳥坂営業所に移管された。
  - 1972年（昭和47年）11月現在の路線図では次の経路を運行していた。なお、路線開設の前年から昭和46年にかけて、安東、北安東、上足洗地区の地番変更が行われており、旧北安東町が安東二丁目に、城北高校周辺が北安東一丁目に変更されたことから、停留所名も北安東から安東二丁目に名称変更され、城北線沿線に新たに北安東停留所が開設され終点となっている。
    - 新静岡 - 静岡駅前 - 栄町 - 日の出町 - 音羽町 - 横内町 - 巴町 - 緑町東 - 白百合幼稚園前 - 千代田母子寮 - 北安東

  - 1973年（昭和48年）11月15日 - 同日現在の時刻表および路線図では城北高校前まで延伸している。
    - 新静岡 - 静岡駅前 - 栄町 - 日の出町 - 音羽町 - 清水公園前 - 横内町 - 巴町 - 緑町東 - 白百合幼稚園前 - 千代田母子寮 - 北安東 - 城北高校前（75）

  - 1975年（昭和50年）12月1日 - 同日現在の時刻表では静岡駅前発着となり、市道横内町東町線（通称 きよみずさん通り）の車両通行制限（一方通行）のため、音羽町経由が廃止されている。
    - 静岡駅前 - 新静岡 - 水落町静岡電報局前 - 横内町 - 巴町 - たちばな会館前 - 北安東 - 城北高校前（75）

  - 1983年（昭和58年）2月1日 - 県立総合病院の開設に伴い同病院まで延伸し、静岡唐瀬営業所に移管された。
    - 静岡駅前 - 新静岡 - 水落町静岡電報局前 - 横内町 - 巴町 - たちばな会館前 - 北安東 - 城北高校前 - 柳新田辻 - 県営住宅前 - 県立総合病院入口（ - 県立総合病院（75）） - 唐瀬車庫（74）

  - 1996年（平成8年）4月1日 - 同日現在の時刻表では日曜祝日運休で11時～15時台は運行が無く、唐瀬車庫発着の（74）系統は始発から3本の上りと20時台下り最終2本のみの入出庫系統となっていた。
  - 1998年（平成10年）6月 - バス事業の規制緩和を前に静岡鉄道から「不採算路線計画」が発表され、静岡市との協議の結果「県立病院高松線」や北街道を運行する複数の路線との重複区間が多く、廃止区間の近隣には「安東循環線」や「上足洗線」が運行されており廃止による影響が少ないという理由から、同年度を以って廃止が決定された。[22]
  - 1999年（平成11年）3月末 - 廃止。

### 登呂線
- 運行系統および主要停留所
  - 新静岡 - 静岡駅前 -（ → 静岡商工会議所前 →／← 駿府会館前 ← ）- 泉町 - 伊河麻神社前 - 稲川町 - 女子商入口 - 中田三丁目 - 石田SBS学園入口 - 登呂遺跡入口 - 登呂遺跡
  - 静岡駅南口 - 稲川町 - 女子商入口 - 中田三丁目 - 石田SBS学園入口 - 登呂遺跡入口 - 登呂遺跡
- 概説
  - 戦中から軍需工業用地として開発され、高度経済成長に突入する早い段階から急速に工業化と宅地化が進行していた登呂、石田地区の輸送力増強のため、1960年代初頭に郊外観光路線である「久能山線」の支線として静岡第二営業所の管轄で開設された。戦中、軍需工場建設中に発見された登呂遺跡が国の特別史跡に指定され、全国的に注目を集めた。これを受け遺跡北側に施設整備が進められ、大型バスの転回が可能となったため、登呂遺跡前停留所が設置され「久能山線」の支線として分離された。「久能山線」と同様に観光路線という側面を持ちつつも、朝7時台には「登呂線」に日祝日運休の便がが多数運行され、新静岡 - 登呂遺跡入口間には「久能山線」とあわせ上下線共に1時間に9～10本の運行頻度が確保され、通勤・通学需要が旺盛な路線であった。
  - 新静岡センターが開業した1960年代半ばには静岡駅南口発着の系統が開設され、さらに1970年代には登呂の工場跡地に移転した静岡新聞社への支線系統も開設され、日中は毎時5～7本、朝晩のラッシュ時はさらに高頻度運行が行われていた。
  - 1980年代以降は「みなみ循環線」の開設により、それまで日中でも毎時2本程度運行されていた静岡新聞社系統が1990年代には毎時1本に減便され、登呂遺跡前系統とあわせ20分間隔の毎時3本に減少、さらに規制緩和を前にした1990年代末期の路線再編では静岡新聞社系統が廃止された。
  - 2000年代には、かつて「久能山線」とその支線系統であった「登呂線」「石田大谷線」が再び統合され「石田街道線」に路線名が変更されたが、新静岡 - 登呂遺跡入口間には旧3路線合わせ、日中毎時10分間隔での運行頻度は確保されていた。
- 沿革
  - 1952年（昭和27年）- 登呂遺跡が国の特別史跡に指定された。
  - 1959年（昭和34年）6月16日 - 同日改正の時刻表では「久能山線」に1日7往復の登呂遺跡入口を発着する系統が開設されている。
  - 1960年（昭和35年）12月1日 - 同日現在の時刻表では、登呂入口止まりの系統が登呂遺跡前まで延伸し「登呂線」として分離されており、平日21往復に増強されている。
    - 新静岡 - 静岡駅前 - 宝台橋 - 馬渕二丁目 - 南町 - 静岡駅南口 - 稲川町 - 女子商入口 - 石田 - 登呂遺跡入口 - 登呂遺跡前

  - 1962年（昭和37年）11月25日 - 同日現在の時刻表では平日23往復に増強されている。
  - 1963年（昭和38年）9月 - 静岡第二営業所から静岡国吉田営業所に管轄が承継された。
  - 1966年（昭和41年）5月10日 - 同日改正の時刻表では日祝日運休、朝のラッシュ時間帯のみ運行の静岡駅南口発着の系統が開設され、7往復が運行されていた。また、ワンマン運行に転換されており、同様に「静岡久能山線」から「石田大谷線」が多区間運賃ワンマン運行として分離され、「静岡久能山線」のみがツーマン運行となった。
  - 1973年（昭和48年）11月現在の時刻表では次の2系統が運行されていた。
    - 新静岡 - 馬渕消防署前 - 稲川町 - 石田 - 登呂入口 - 登呂遺跡（10）
    - 静岡駅南口 - 馬渕消防署前 - 稲川町 - 石田 - 登呂入口 - 登呂遺跡（11）

  - 1974年（昭和49年）10月 - 同月現在の路線図では「石田豊田線」の静岡新聞社前まで運行する支線系統（16）が開設されている。
  - 1975年（昭和50年）7月16日 - 同日現在の時刻表では、静岡新聞社系統が日中毎時2～4本、登呂遺跡前が3～4本の割合で合計で毎時5～7本が運行されていた。
    - 新静岡 - 馬渕消防署前 - 稲川町 - 石田 - 登呂入口 - 登呂遺跡前（10）
    - 静岡駅南口 - 馬渕消防署前 - 稲川町 - 石田 - 登呂入口 - 登呂遺跡前（11）
    - 新静岡 - 馬渕消防署前 - 稲川町 - 石田 - 静岡新聞社前（16）

  - 1989年（平成元年）8月 - 静岡国吉田営業所の廃止に伴い静岡唐瀬営業所に移管された。
  - 1990年（平成2年）8月16日 - 馬渕経由から泉町（市道宝台院下島線）経由に運行経路が変更された。[23]
  - 1998年（平成10年）6月 - 静岡新聞社系統（16）が不採算路線計画で廃止対象区間となり「みなみ循環線」との重複区間であり廃止の影響は少ないという理由から廃止が決定された。
  - 1999年（平成11年）4月1日 - 静岡新聞社系統が廃止された。[24]
  - 2008年（平成20年）4月1日 - 小鹿営業所に移管され「石田街道線」に統合された。

### 東静岡県立病院線
- （151）東静岡駅北口 - 長沼 - 農業高校前 - 千代田 - 東部公民館入口 - 竜南一丁目東 - 柳新田 - 県立総合病院 - 唐瀬営業所（156）
  - 平日ダイヤのみの運行。東静岡駅北口行きの前面方向表示機の配色は、静岡駅方面行きとの誤乗防止のため、LEDの橙色と黒を反転させた表示のものであった。
  - 2008年（平成20年）3月 - 廃止された。

### 新静岡セノバ直行便麻機号
- 麻機北→《この間各バス停停車》→安東小学校→《この間ノンストップ》→県庁・静岡市役所葵区役所→新静岡
  - 2011年10月15日から新静岡セノバへの直行便として運転を開始した。
  - なお、新静岡→麻機北行きのバスも運行されていたが、こちらは新静岡→長谷通り間バス停を通過（北街道、静岡環状線経由）、長谷通りから各バス停停車となっていた。
  - 休日ダイヤのみの運行。
  - 2012年10月28日の運転をもって廃止。

## 車両

### 1990年代
- 1997年には中型車の更新のために富士重工8Eを架装したいすゞ・LR（KC-LR333J）が7台投入された。なお、この車両が静岡鉄道が最後に導入したツーステップ車両である。
- 1998年には静岡鉄道初のノンステップ車両（KC-MP747K）が1台投入された。翌1999年にも同形式が4台、2000年には標準尺となった車両（KC-MP747M）が3台投入された。また同年には日産ディーゼル製の中型ロング車両（KL-JP252NAN改）が2台投入された。

### 2000年代
- 静岡市がオムニバスタウンに指定されたことで、市内の営業所には低床車が大量に配置されることとなる。
- 2001年には大型・中型ロングのノンステップ車両が1台ずつ配置された他、日産ディーゼル製の中型CNGノンステップバス（KK-RM252GAN改）が1台配置された。[18]
- 2003年から2004年にかけて既存のツーステップ車両のうち、側面方向幕が大型になった1988年以降に製造された車両を対象に方向幕をLED行先表示器に換装する工事が行われた。
- 2004年には三菱ふそうエアロスター（KL-MP35JM）が6台配置された。
- 2005年春にはいすゞエルガ（KL-LV280N1改）と日産ディーゼルUA（KL-UA452MAN改）が8台ずつ、夏には日野ブルーリボンシティが7台と、低床車が一挙に23台配置された。これにより、従来配置されていたツーステップ車両の大多数が焼津や藤枝営業所に転出した。
- 2009年には5年振りのノンステップ車両（PKG-KV234N2）が2台配置された。

### 2010年代
- ノンステップ車両が続々と配置され、他の営業所よりも早いペースで低床化が進行した。
- 2011年には初のハイブリッドノンステップ車両（LJG-HU8JLGP）が配置されたが、すぐに鳥坂営業所に転出した。
- 中型車の低床化をすすめるために2012年にワンステップ車両（SDG-LR290J1）が4台配置された。これにより一部の車両が西久保や丸子営業所に転出した。
- 2015年にはCNGタンクの使用期限が切れたため、CNG車両が廃車となった。
- 2017年には安東循環線が休止となり、中型車両が岡部や相良営業所に転属した。